# Енклава и ексклава
Енклава, односно ексклава (грч. en — „у, унутра”, грч. eks — „ван”, и лат. clavis — „кључ”), у политичкој географији представља неку територију, област, регију или државу, која је са свих страна окружена неком другом територијом или државом.
Енклава је у односу на ону територију којом је обухваћена. Ексклава је у односу на ону територију којој административно или политички припада (слике 1 и 2).
Пример енклаве и ексклаве је село Саставци у општини Прибој. Село Саставци административно припада Босни и Херцеговини, али се налази унутар територије Србије. Саставци су енклава у Србији, али ексклава Босне и Херцеговине.
На свету постоје три државе које су потпуне енклаве:
- Лесото (окружен Јужноафричком Републиком)
- Ватикан (окружен Италијом)
- Сан Марино (окружен Италијом)

Многе друге државе имају поједине ексклаве у другим државама:
- Калињинградска област, ексклава Русије између Пољске и Литваније,
- Нахчиван, ексклава Азербејџана између Јерменије, Ирана и Турске.